# جون رو (لاعب اتحاد الرغبي)
جون رو (بالإنجليزية: Johan Roux)‏ هو لاعب اتحاد الرغبي جنوب أفريقي، ولد في 25 فبراير 1969 في بريتوريا في جنوب أفريقيا.

## وصلات خارجية
- جون رو عل موقع إسبنسكروم (الإنجليزية)